# Jakob Sprenger (Inquisitor)

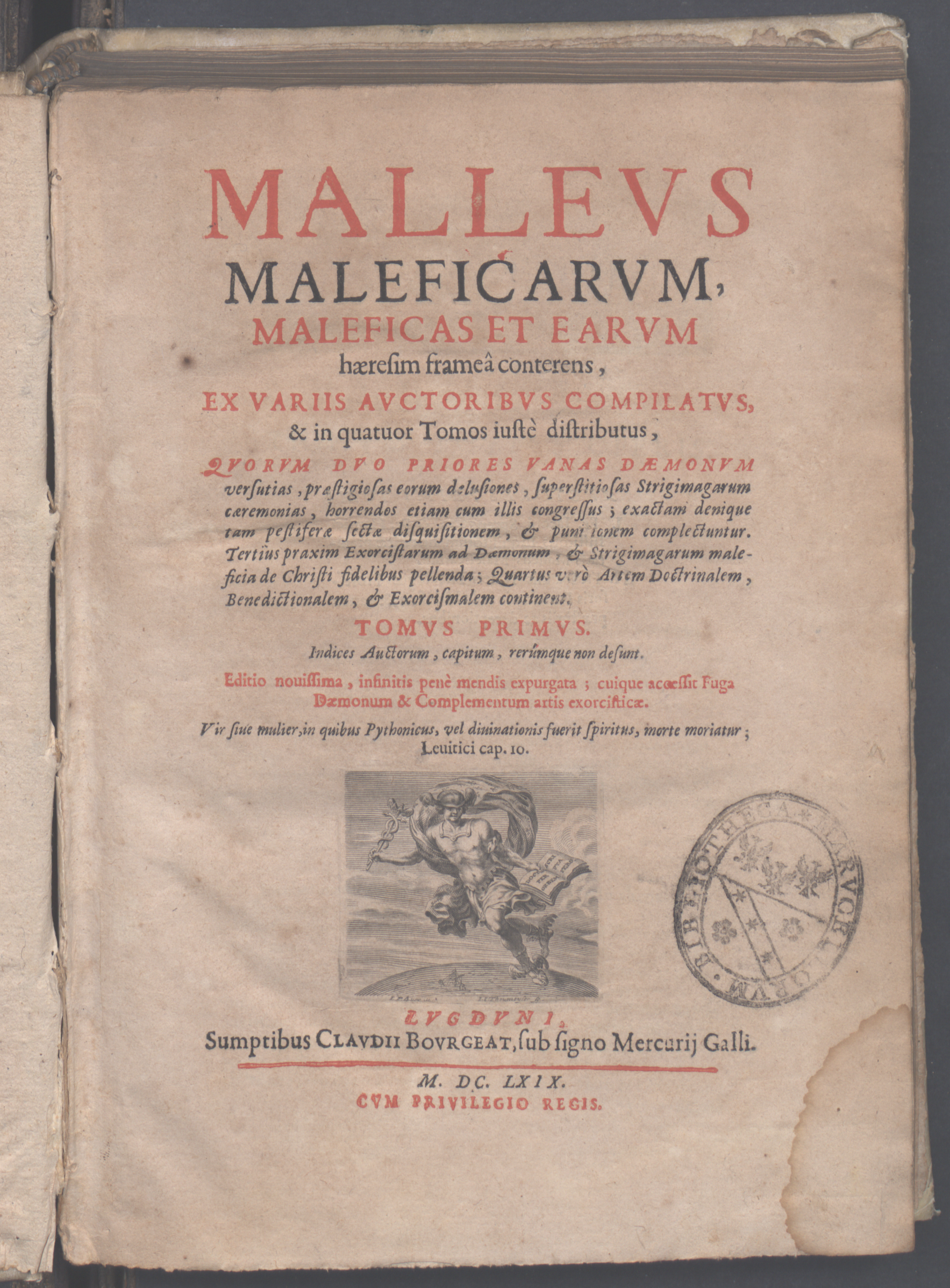
Malleus maleficarum, 1669

Jakob Sprenger, auch Jacob Sprenger (* 1435 in Rheinfelden; † 6. Dezember 1495 in Straßburg) war ein Gelehrter und Schriftsteller des Dominikanerordens. Seine Mitautorschaft beim Hexenhammer und damit seine Rolle als Hexentheoretiker ist in der Forschung umstritten.

## Leben
1435 in Rheinfelden geboren, trat er mit siebzehn Jahren in den Basler Dominikanerorden ein. Von 1472 bis 1488 war er Prior des Kölner Konvents und wurde dort 1480 zum Dekan der theologischen Fakultät berufen. Ab 1481 war er Inquisitor in den Erzbistümern Mainz, Trier und Köln, ab Dezember 1484 auch in den Erzbistümern Salzburg und Bremen. 1474 gründete er die erste urkundlich bezeugte und in der Folgezeit größte deutsche Rosenkranzbruderschaft in Köln, der sogar Kaiser Friedrich III. und sein Sohn Maximilian I. angehörten. Er starb am 6. Dezember 1495 in Straßburg.

## Umstrittene Beteiligung amHexenhammer
Umstritten ist in der Forschung die Frage, ob Sprenger am Hexenhammer seines Mitbruders Heinrich Kramer als Mitautor beteiligt war. Einer Forschungshypothese zufolge hat Kramer Sprenger als Mitautor benannt, um dem Werk mehr Autorität zu verleihen. In Wirklichkeit sei Sprenger jedoch nicht beteiligt gewesen. Diese Hypothese wird von manchen Historikern nachdrücklich vertreten, von anderen entschieden abgelehnt. Der neue Herausgeber des Hexenhammers, Christopher Mackay, hat eine Reihe von Argumenten für die Beteiligung Sprengers vorgebracht. Kramer sei zwar die treibende Kraft gewesen, doch Sprenger habe wohl das theoretische Material im ersten Teil des Werks beigesteuert.